# Bernhard Salzmann (Politiker, 1796)
Bernhard Salzmann (* 24. November 1796 in Nauheim im Landkreis Groß-Gerau; † 30. Mai 1870 ebenda) war ein deutscher Gastwirt und Mitglied der Kurhessischen Ständeversammlung.

## Leben
Bernhard Salzmann betrieb in seinem Heimatort eine Gastwirtschaft und erhielt am 15. November 1836 ein Mandat für die Kurhessische Ständeversammlung. Im Februar 1837 wurde er wegen angeblicher Beteiligung an der Weidigschen Konspiration verhaftet, blieb straflos und erlangte nach kurzer Zeit seine Freiheit wieder. 
Salzmann blieb bis zum 10. März 1838 in dem Parlament, das nach den Unruhen im Jahre 1830 zum Zweck der Beratung und Verabschiedung einer Verfassung gebildet wurde und bis 1866 Bestand hatte, als das Land Hessen durch Preußen annektiert wurde.